# 霍爾登高地 (佛羅里達州)
霍爾登高地（英語：Holden Heights）是位於美國佛羅里達州橙縣的一個人口普查指定地區。

## 地理
霍爾登高地的座標為28°30′04″N 81°23′08″W / 28.50111°N 81.38556°W，而該地最高點為海拔高度29米（即95英尺）。

## 人口
根據2010年美國人口普查的數據，霍爾登高地的面積為3.80平方千米，當中陸地面積為2.80平方千米，而水域面積為1.00平方千米。當地共有人口3679人，而人口密度為每平方千米968人。